# Partito per il Progresso Social Democratico
Il Partito del Progresso socialdemocratico (in spagnolo Partido Progreso Social Democrático) è un partito politico costaricano fondato nel 2018 e guidato da Rodrigo Chaves Robles e Pilar Cisneros Gallo.

## Storia
Il partito è stato fondatoo nel 2018 dalla loro fondatrice Luz Mary Alpízar Loaiza, già parte del Partito della Nuova Generazione.
Rodrigo Chaves Robles, un economista affermato che ha lavorato presso la Banca Mondiale e che è stato successivamente nominato ministro delle finanze nel 2019, ha utilizzato il partito come veicolo elettorale per le elezioni generali del 2022. A causa di conflitti inconciliabili con l'allora presidente Carlos Alvarado Quesada, solo la sua permanenza come ministro delle finanze durò circa un anno. Successivamente, ha espresso critiche severe sulla gestione governativa. In questo modo, è diventato una figura politica che rappresenta i discontenti dei gruppi di azione politica (PAC) contro il governo.
Pilar Cisneros Gallo, una nota giornalista e attivista politica che ha criticato la corruzione e gli scandali politici di vari governi durante i suoi anni a Teletica e La Nación, lo ha sostenuto anche. Finirà per essere nominata deputata per San José da questo partito.

## Ideologia
L'ideologia del partito dice che vogliono abbassare le tasse ma mantenere politiche sociali sostenibili, aiutare le aziende e offrire benefici agli agricoltori. È contrario ai monopoli, sostiene il miglioramento dei prezzi del riso e di altri prodotti di paniere di base e si oppone alle scartoffie inutili e alla burocrazia istituzionale. Di conseguenza, promuove la riduzione della spesa pubblica chiudendo le istituzioni non necessarie.
Chaves parla di questioni sociali e ambientali, dicendo che il suo governo cercherà soluzioni migliori per la disoccupazione attraverso un turismo più competitivo. Dichiara di non essere contrario alla legalizzazione della marijuana perché porta benefici economici e sociali, ma afferma di avere una percezione sfavorevole della depenalizzazione dell'aborto.

## Risultati elettorali
| Elezioni      | Voti    | Seggi   |
| ------------- | ------- | ------- |
| Generali 2022 | 312.120 | 10 / 57 |